# Botellero de Francia
El Botellero de Francia es un cargo palatino de la Corte de Francia, que convierte a su titular en uno de los principales funcionarios al servicio del monarca. Como botellero, inicialmente se encargaba del suministro de vino a la Corte.

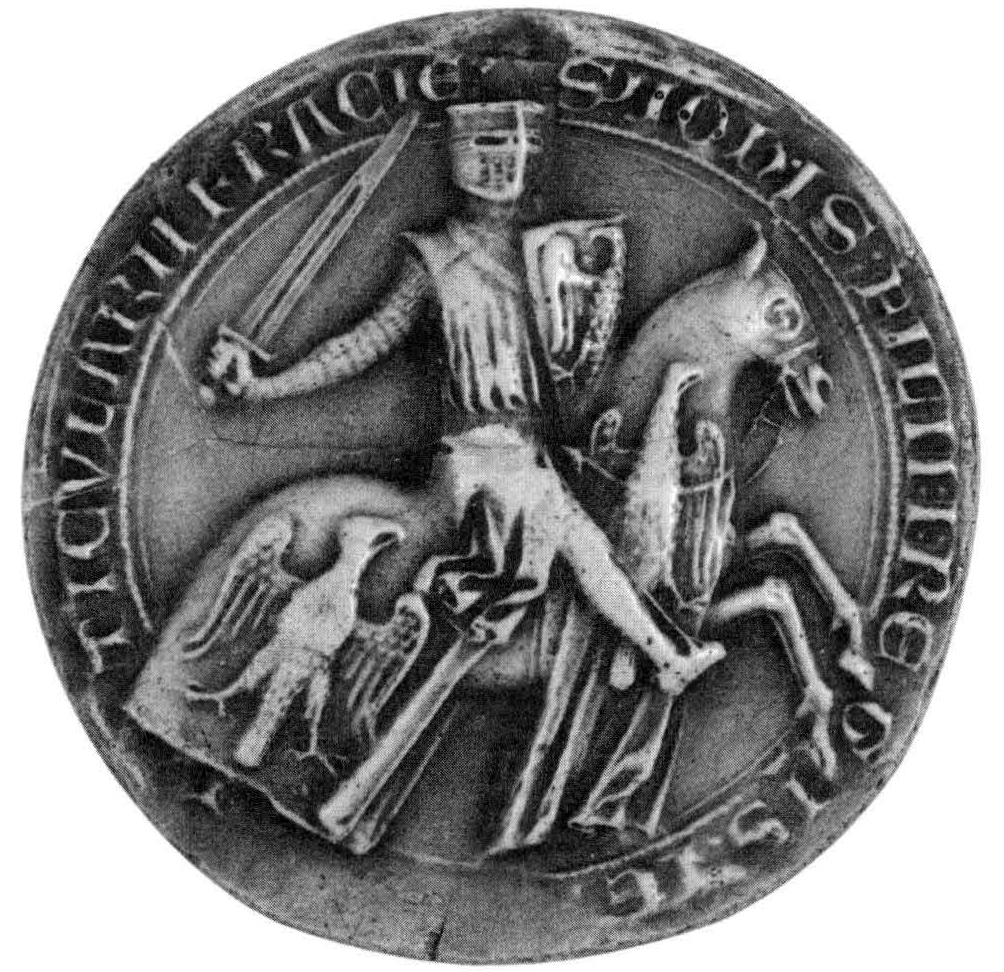
Sello de Juan de Brienne, botellero de Francia

## Reino de Francia
En el reino de Francia durante la dinastía de los Capetos, el botellero perdió su función originaria de proveer suministros a la corte, función después asignada a los coperos. Desde entonces  administra los viñedos del dominio real, función por la que recibe una remuneración de determinadas abadías fundadas por el rey.
El botellero era entonces uno de los principales funcionarios del tribunal: muy a menudo da fe de cartas reales. En los siglos XI y XII, bajo los reinados de Luis VI y Luis VII en particular, la familia Senlis está tradicionalmente adscrita a este cargo, hasta tal punto que a menudo se hace referencia a su jefe con el nombre de «Botellero de Senlis».
A partir del siglo XIV, el botellero lleva el título de Gran Botellero de Francia, y la función pasa a ser puramente honorífica.